# Најтс Ландинг (Калифорнија)
Најтс Ландинг (енгл. Knights Landing) насељено је место без административног статуса у америчкој савезној држави Калифорнија.

## Демографија
По попису из 2010. године број становника је 995.
| Група             | 2000.    | 2010.       |
| Белци             | 0 (0,0%) | 304 (30,6%) |
| Афроамериканци    | 0 (0,0%) | 4 (0,4%)    |
| Азијати           | 0 (0,0%) | 7 (0,7%)    |
| Хиспаноамериканци | 0 (0,0%) | 644 (64,7%) |
| Укупно            | 0        | 995         |